# Chambéry Savoie Stadium
Le Chambéry Savoie Stadium est un stade multifonction situé dans la ville de Chambéry. Il est doté d'une capacité de 6 785 places, dont 5 285 places assises et 1 500 places debout. La ville de Chambéry en est propriétaire et en assure l’exploitation. Le stade est destiné à la pratique du sport en général, mais il est principalement utilisé pour la pratique du rugby à XV, le club SO Chambéry en est résident permanent.
Il peut aussi accueillir d'autres sports comme le football avec Chambéry Savoie Football, le football américain, ou encore le handball sur gazon. Ce stade se veut aussi un équipement multifonctionnel d’envergure, ouvert à la location, il peut accueillir des événements festifs, culturels, associatifs ou des initiatives citoyennes.
Le stade municipal se situe dans le quartier dit « quartier du Stade », dans le centre-ville de Chambéry. Le stade est l'œuvre de l’architecte chambérien Christian Patey. L’architecture s’inspire des stades de rugby à XV dits « à l’anglaise », où le public est installé au plus près du terrain.

## Histoire
Le projet de construction du nouveau stade municipal est lancé en 2019, où la Ville de Chambéry décide de remplacer l’ancien stade, vétuste et dont le manque d’équipements destinés aux clubs et de places en tribunes le rend peu adapté aux évolutions du monde du sport. Ce chantier a pour but de répondre au besoin de la ville de se doter d'un nouvel outil moderne pour ses clubs phares de la ville et pour accueillir des compétitions sportives de rugby à XV et de football.
Après la réalisation d’un appel d'offres qui voit une importante participation, le projet porté par l’architecte chambérien Christian Patey est accepté par la Ville de Chambéry. Le 16 décembre 2020, le conseil municipal adopte la délibération lançant officiellement les travaux du nouveau stade municipal.
Après la phase de destruction de l'ancien stade initiée en janvier 2020, le chantier de construction débute en mars 2021 par l’aménagement des nouvelles fondations au même emplacement. À partir de juin 2021, les premières constructions débutent par la réalisation des gros œuvres en béton (tribunes, aménagements d’accès, équipement internes et souterrains), suivi dès janvier 2022 de la pose des éléments de structure, à savoir la charpente métallique, les façades vitrées et les cloisons intérieures. En novembre 2022, les premiers sièges des tribunes sont installés, tout comme les aménagements intérieurs qui sont terminés en juin 2023. Après plus de deux ans de travaux, la construction du nouveau stade municipal se termine et ouvre au public à la fin du mois de septembre 2023.
En parallèle, la construction d’un parking souterrain de 430 places, situé sous la pelouse du stade, débute en juin 2021, pour se terminer en octobre 2023.
Les coûts des travaux pour la construction de ce nouveau stade s’élèvent à 22,6 millions d’euros, et à 7,115 millions d’euros pour la construction du parking sous le stade. Ces dépenses sont importantes et ont surpassé les prévisions réalisées en amont, obligeant la municipalité à retravailler le projet et à solliciter le soutien financier de plusieurs partenaires institutionnels dans le but de limiter l’impact du coût de la construction du stade sur les finances de la Ville.
Les principaux contributeurs sont :
- Pour le stade :
  - Ville de Chambéry : 8,686 millions d'euros
  - Grand Chambéry : 4,1 millions d'euros
  - La Région Auvergne-Rhône-Alpes : 4 millions d'euros
  - Le Département de la Savoie : 4 millions d'euros
  - Le dispositif France Relance : 0,85 million d'euros
  - L'Agence de l'eau Rhône-Méditerranée-Corse : 0,634 million d'euros
  - L'Agence nationale du sport : 0,33 millions d'euros
- Pour le parking souterrain :
  - Ville de Chambéry : 6,115 millions d'euros hors taxes
  - Pompes Funèbres de Chambéry et d'autres Communes Associées (PFCCA) : 1 million d'euros hors taxes

Le stade est inauguré le 29 septembre 2023 à l'occasion du match de rugby à XV opposant le SO Chambéry à l'US bressane ; le match est remporté par les locaux sur le score de 33 à 17. En mars 2024, le Chambéry Savoie Stadium est officiellement désigné pour accueillir la finale du championnat de France de Nationale qui se tiendra le 18 mai 2024.

## Architecture et aménagement du territoire
La construction du nouveau stade a pour but, outre de permettre une meilleure pratique sportive de haut niveau, de dynamiser le secteur dit « du stade » situé dans le centre de Chambéry. Il vise également à augmenter l'attractivité du territoire et le rayonnement sportif de Chambéry, de la Savoie et de la France à l'international.
En configuration football & rugby : le stade est composé de 5 285 places assises réparties en deux tribunes principales ainsi que 1 500 places debout, portant la capacité totale de 6 785 places dans un style « à l'anglaise » proche du terrain. En revanche le stade a une capacité de 10 000 places pour les évènements tels que des concerts. En outre, la salle polyvalente et les deux salles supérieures peuvent accueillir des réceptions, des salons professionnels, des colloques, ou encore des mariages et autres évènements festifs.
Ces tribunes sont situées sur un bâtiment d’accueil d’environ 2 495 m2, intégrant les locaux vestiaires/sanitaires, locaux médicaux, espaces de réception, de restauration, espace presse, locaux techniques, sécurité et locaux de stockage sur deux niveaux. Le stade municipal compte également une aire de jeux ainsi que plusieurs espaces destinés au public : une salle polyvalente au rez-de-chaussée d’une taille de 730 m2 et dotée d’une cuisine de réchauffage, ainsi que deux salles de 250 m2 situées au troisième étage et équipées pour accueillir des équipements de traiteurs.

### La pelouse
Le terrain de jeu se compose d’une pelouse synthétique d’une taille totale de 9945m2, qui offre plusieurs avantages. Tout d’abord une facilité d’entretien, la pelouse synthétique ne nécessitant pas de tonte régulière, de désherbage ou d’arrosage important contrairement à une pelouse naturelle. Cela réduit particulièrement le coût d’entretien de la pelouse.
Ensuite une durabilité supérieure, la pelouse étant fabriquée à partir de matériaux résistants et durables, ce qui la rend résistante aux intempéries, aux UV, à l'usure et aux dommages causés par une utilisation intensive. Son remplissage avec du sable et des microbilles SBR, conçues à partir de pneus recyclés et encapsulées, renforce la durée de vie et l'élasticité du terrain.
Enfin, elle permet une utilisation confortable et plus soutenue, rendant possible la réalisation de plusieurs matchs d'affilée en parallèle de son utilisation pour les entraînements des clubs sportifs chambériens : rugby à XV, football et football américain. Elle offre une surface stable pour les sportifs et évite les zones boueuses. Un système de récupération des eaux pluviales est installé sous la pelouse, qui collecte l’eau pour l’envoyer dans les quatre jardins de récupération situés aux abords du stade.

### Système de récupération des eaux de pluie
La Ville de Chambéry inscrit également la construction du nouveau stade dans une démarche éco-responsable. Ainsi, dans un souci de préservation et de gestion de l'eau, la gestion des eaux pluviales a été pensée pour être la plus vertueuse possible. Pour ce faire, la municipalité déconnecte du réseau d’assainissement de la Ville les eaux de ruissellement sur une surface de près de 2,3 hectares pour les collecter et les infiltrer sur place via une noue d'infiltration (30 m3) le long du site Rubanox, des bassins de stockage en terrasses (320 m3), et un bassin paysager (650 m3), prévu pour contenir et faire s’infiltrer les eaux de pluie.
Ce fonctionnement contribue à la gestion durable de l'eau en favorisant la réutilisation des eaux pluviales, la réduction des déversements d'eaux usées dans le milieu naturel et le réapprovisionnement de la nappe de Chambéry en eau potable.
Ce système de récupération des eaux pluviales s’inscrit au sein du contrat du bassin versant du lac du Bourget et bénéficie d'une aide de l'Agence de l'Eau d'un montant de 633 976 d'euros, qui entre dans le cadre des 112,5 millions d’euros d’investissements de l’État débloqués en 2020 pour améliorer la qualité de l’eau et des milieux aquatiques dans les bassins Rhône-Méditerranée et Corse.

### Parking souterrain
La construction du nouveau stade de Chambéry s’accompagne de la réalisation d’un parking souterrain situé sous le terrain et les tribunes. Il comprend 430 places de stationnement, accessibles depuis le giratoire du square Louis Sève. Le parking bénéficiera autant aux supporters les soirs de matchs, qu’aux usagers de la piscine aqualudique du stade, ou encore aux visiteurs qui se rendent à une cérémonie aux pompes funèbres publiques de Chambéry.

## Choix du nom du stade
La Ville de Chambéry a décidé de faire participer les habitants au choix de la dénomination du nouveau stade municipal, autant pour en faire une occasion de mobilisation populaire que pour que ce nouveau stade soit adopté et approprié par ceux qui en seront les principaux utilisateurs.
Le choix du nom, qui relève in fine du conseil municipal, a été laissé au choix des Chambériennes et des Chambériens. Pour cela, une campagne de concertation publique en plusieurs phases a été lancée à partir du mois de mai 2023, pour permettre aux habitants de proposer un nom selon une série de critères (pas de noms propres ni de marques, pas de contenu offensant ou dégradant, etc). Après consultation, près de 1 000 contributions ont été reçues, dont 140 noms différents jugés valides selon les critères préétablis.
Pour les départager et dégager cinq propositions, une commission spéciale a été réunie courant juin 2023, composée d’élus, de représentants des financeurs, de représentants des clubs sportifs, et également de citoyens tirés au sort. Son choix s’est notamment basé sur le nombre d’occurrences qu’ont récoltées les propositions de noms.
Les noms retenus ont enfin été soumis au vote des habitants entre le 21 juin et le 2 juillet 2023. Ils ont pu voter pour choisir le nom du stade, par bulletin papier ou numérique. Après une forte participation, rassemblant plus de 9 000 votes, les habitants ont choisi à plus de 33% le nom de Chambéry Savoie Stadium. Le résultat de ce vote a été rendu définitif par l’adoption de la délibération de dénomination du stade adoptée lors du conseil municipal du 10 juillet 2023.
Cette opération de dénomination a été conduite sur toute sa durée par la ville de Chambéry en partenariat avec le journal quotidien régional Le Dauphiné libéré, qui a notamment recueilli les votes effectués en ligne.